# Documento de identidad afgano
El Documento de identificación nacional afgano o (e-Tazkira) es el documento de identidad nacional emitido a todos los ciudadanos de Afganistán. Es prueba de identidad, residencia y ciudadanía.
El Documento de identificación nacional electrónica se lanzó oficialmente en Kabul el 3 de mayo de 2018 cuando el Presidente Ashraf Ghani y la primera dama, Rula Ghani, recibieron sus tarjetas de identificación electrónica. La distribución de tarjetas de identificación electrónica o e-Tazkira también ha comenzado a entregarse a  todos los ciudadanos de Afganistán. La nueva tarjeta de identidad electrónica nacional afgana cumple con los estándares internacionales para documentos de identidad.

## Precio, validez y procedimiento de solicitud
La tarjeta de identidad nacional es válida por cinco años y puede costar 10  Afganis o más. Las solicitudes se llenan en el Ministerio del Interiores. Para solicitarla, se necesita un certificado válido de la autoridad local para verificar la identidad. Si el solicitante no tiene un documento válido, entonces el solicitante debe estar acompañado en persona por otro que tenga dicho documento, esa persona debe ser un pariente cercano o un empleador o funcionario municipal que conozca al solicitante. No hay límite de edad para obtener una tarjeta, pero las personas menores de 18 años deben estar acompañadas por su ascendiente legal en la solicitud.

## Características
La tarjeta de identidad es de plástico y de forma rectangular, con un tamalo de unos 86 por 54 milímetros. En un lado hay un chip de contacto chapado en oro, y en el lado derecho está una pequeña fotografía del portador, la información personal está disponible en inglés en un lado. En la parte superior de la tarjeta en ambos lados, el nombre Afganistán está escrito en tres idiomas, Pastún,  Dari e  Inglés. Por otro lado, hay información personal sobre el portador en dos idiomas Pastún y  Dari. La tarjeta de identidad nacional está equipada con un chip de contacto listo para funcionar como tarjeta de identidad electrónica (eID).

## Datos impresos
Las descripciones de los campos están impresas en Pastún,  Dari e  Inglés.
- Nombre de pila
- Apellido
- No. Identificación Personal.
- Firma del titular
- Lugar de nacimiento
- Fecha de nacimiento
- Autoridad
- Fecha de emisión
- Fecha de expiración

Se imprime una zona legible por máquina en la parte inferior del reverso de la tarjeta.